# The Missing Rembrandt
The Missing Rembrandt é um filme de mistério do Reino Unido, dirigido por Leslie S. Hiscott e lançado em fevereiro de 1932, baseado no conto The Adventure of Charles Augustus Milverton, de Arthur Conan Doyle. 
Produzido pelo Twickenham Studios, o filme tem no elenco Arthur Wontner no papel de Sherlock Holmes e Ian Fleming como Dr. Watson.
Com duração de 84 minutos e em preto e branco, The Missing Rembrandt é considerado um filme perdido. Nos Estados Unidos da América foi lançado como "Sherlock Holmes and The Missing Rembrandt (25 de março de 1932).